# Pilot (Отчаянные домохозяйки)
Пилотный эпизод американского телесериала «Отчаянные домохозяйки» вышел в эфир 3 октября 2004 года на телеканале ABC. Сценаристом и автором идеи сериала выступил Марк Черри, а режиссёром Чарльз Макдугалл.

## Предыстория
Пилот фокусируется на жизни четырёх подруг-домохозяек, живущих в пригороде на улице Вистериа Лейн: разведённой Сьюзан Майер (Тери Хэтчер), многодетной матери Линетт Скаво (Фелисити Хаффман), идеальной главы семейства Бри Ван де Камп (Марсия Кросс) и бывшей модели Габриэль Солис (Ева Лонгория), после того как их лучшая подруга Мэри Элис Янг (Бренда Стронг) внезапно кончает жизнь самоубийством.
Идея сериала пришла к Черри после того как он увидел в новостях репортаж о домохозяйке Андреа Йетс. Разработка сценария началась ещё в 2002 году, однако лишь в октябре 2003 года телесеть ABC дала пилоту зелёный свет. Кастинг на главные роли начался в феврале 2004 года, а съемки проходили в следующем месяце на студии Universal Studios.

### Критика
Пилотный эпизод достиг успеха как в телевизионных рейтингах, так и среди критиков. По данным Рейтингов Нильсена премьеру сериала наблюдало 21,6 млн зрителей, что позволило эпизоду занять первое место в таблице самых популярных программ недели. Абсолютное большинство критиков благоприятно отметили пилот. Так к примеру Роберт Бианко из USA Today в своем обзоре написал: «Это лучше чем любая другая новая драма и смешнее чем любая новая комедия, потому что дает остроумный и чувственный взгляд на вещи.»

### Награды
Эпизод выиграл несколько наград, включая три премии «Эмми»: в категориях «Лучшая актриса в комедийном сериале» (Фелисити Хаффман), «Лучшая режиссура комедийного сериала» (Чарльз Макдугалл) и «Лучшее редактирование эпизода комедийного сериала» (Майкл Беренбаум). Черри был номинирован в категории «Лучший сценарий комедийного сериала», а Беренбаум выиграл награду Американского общества редакторов за работу над эпизодом. Макдугалл также был номинирован на премию Гильдии режиссёров США за свою работу над эпизодом.